# داوود هرمیداس باوند
داوود هرمیداس باوند (۱۹ آبان ۱۳۱۳ – ۲۱ آبان ۱۴۰۲) دیپلمات، استاد حقوق بین‌الملل و روابط بین‌الملل، و رئیس هیئت رهبری و سخنگوی جبهه ملی ایران (سامان ششم) بود.

## پیشینه خانوادگی
باوند در ۱۹ آبان ۱۳۱۳ در سوادکوه به‌دنیا آمد. او از خانواده اسپهبدان باوند مازندران بود که قدمتی ۲۰۰۰ ساله داشتند.
پدر بزرگ هرمیداس باوند، امیرمؤید سوادکوهی بود که رضاشاه در فوج تحت فرمان وی یعنی فوج سوادکوه خدمت می‌نمود. امیرمؤید نماینده دور سوم مجلس شورای ملی بود که دوره صدارت وثوق الدوله با انعقاد قرارداد ۱۹۱۹ انگلیس و ایران مخالفت می‌نماید و به همین خاطر به کرمانشاه تبعید می‌شود و با نخست‌وزیر شدن مشیرالدوله، از تبعید رهایی پیدا می‌کند و به دستور همین مشیرالدوله، رئیس کل قشون مازندران می‌شود.
رضاشاه در اولین حرکت خود برای تخته قاپو کردن با توجه به کینه‌ای که از امیرمؤید سوادکوهی داشت اقدام به حمله به سواد کوه و قتل دو فرزند وی، سهم الممالک و هژبر سلطان، نمود.

## تحصیلات
باوند تحصیلات اولیه خود را در تهران و در دبستان ادب و دبیرستان فیروز بهرام گذارند. او پس از اخذ دیپلم به دانشگاه تهران رفت و در رشته حقوق و علوم سیاسی از دانشکده حقوق و علوم سیاسی فارغ‌التحصیل شد. سپس به آمریکا رفت و در سال ۱۹۶۳ دکترای روابط بین‌الملل را از دانشگاه امریکن در واشینگتن دی‌سی با عنوان تز «ایران در دیدگاه استراتژیک شوروی در سالهای ۱۹۱۷–۱۹۶۳» به پایان رساند.

## فعالیت‌های علمی
باوند در دانشگاه‌های رودآیلند، دانشگاه علامه طباطبائی (حقوق بین‌الملل و روابط بین‌الملل)، تهران، دانشگاه امام صادق و آزاد تدریس کرده‌است.
داوود هرمیداس باوند از اعضای هیئت مؤسس انجمن علوم سیاسی ایران، انجمن ایرانی روابط بین‌الملل و انجمن ایرانی مطالعات سازمان ملل متحد است.

## فعالیت‌های سیاسی
شروع فعالیت‌های باوند در عرصه سیاست در دوران دانشجویی و با حضور در جبهه ملی ایران و حزب نیروی سوم به رهبری خلیل ملکی است. بعد از حضور در آمریکا فعالیت‌های سیاسی باوند در زمان حمایت از جبهه ملی ایران در آمریکا به همراهی محمد نخشب ادامه یافت.
بعد از آن باوند در جلسات شورای مرکزی جبهه ملی ایران که تاریخ‌های ۲۶ و ۲۷ آبان ماه ۱۳۷۹ برگزار شد، به عضویت در شورای مرکزی جبهه ملی ایران و و شورای رهبری انتخاب شد.

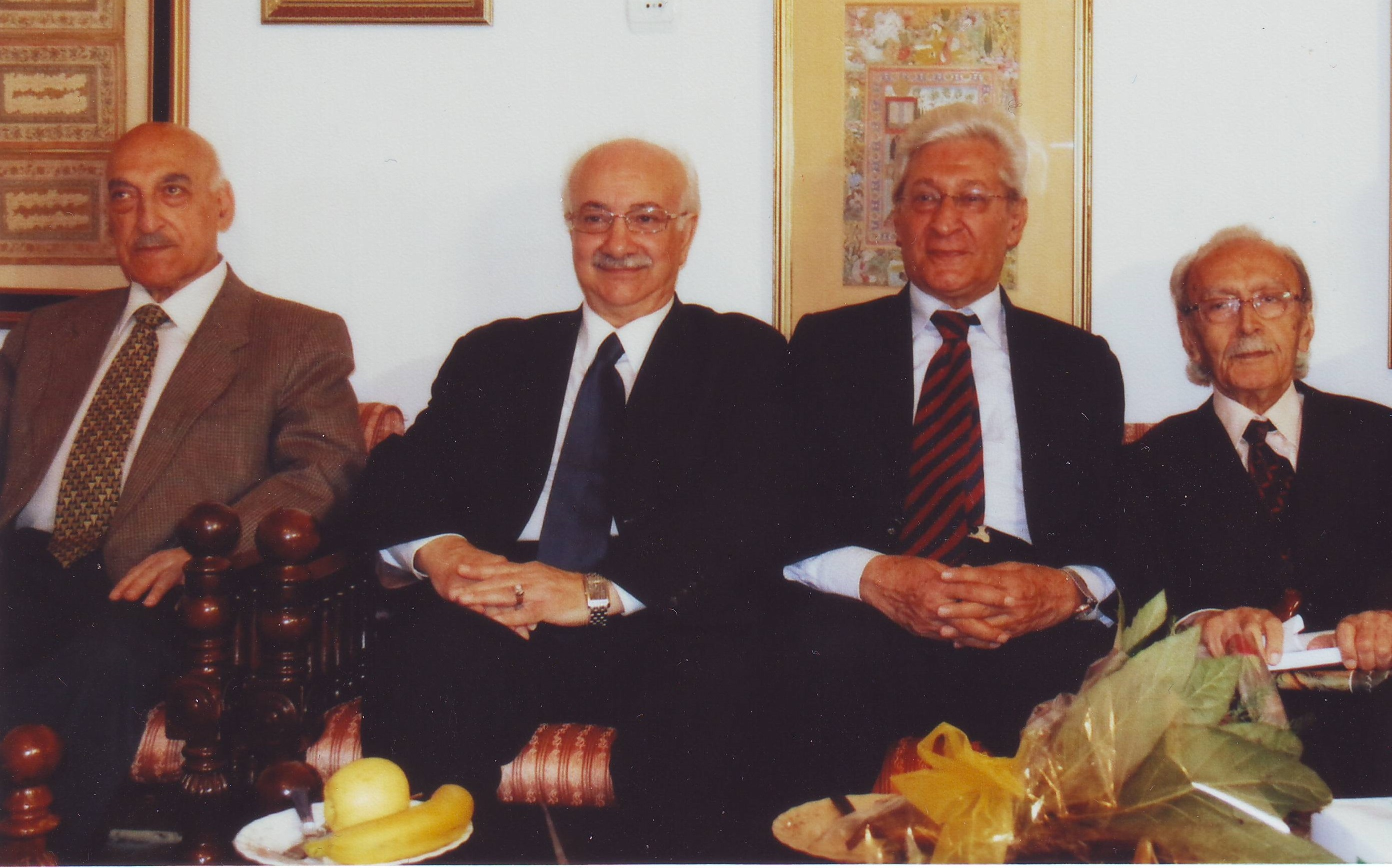
از چپ به راست: هرمیداس باوند، حسین موسویان، محسن فرشاد، ادیب برومند

همچنین در کنگره ۱۳۸۲ جبهه ملی ایران (پلنوم اللهیار صالح) هرمیداس باوند با بیشترین رای به عضویت در شورای مرکزی و هیئت رهبری انتخاب می‌شود.
پس از درگذشت پرویز ورجاوند، هرمیداس باوند در پی درخواست اعضای جبهه در داخل و خارج و با تصویب هیئت رهبری و شورای مرکزی به سمت سخنگوی جبهه ملی ایران انتخاب شد.
در انتخابات هیئت رهبری جبهه ملی ایران ۱۳۹۴ باوند به همراه ادیب برومند، حسین شاه‌حسینی، علی رشیدی، مرتضی بدیعی به عضویت هیئت رهبری درآمده و به سمت سخنگویی جبهه ملی انتخاب شد.
باوند در سال ۱۳۹۴ به همراه چند نفر از اعضای شورای مکزی جبهه ملی بدون وابستگی حزبی و برخلاف مصوبه شورای مرکزی جبهه ملی در انتخابات مجلس شورای اسلامی دوره دهم ثبت نام کردند. که در این مورد جبهه ملی ایران بیانیه داده و این امر را موضوعی شخصی و بدون هماهنگی یا نظر جبهه ملی اعلام کرد.
اما در ۱۳۹۴ چند تن از اعضای شورای مرکزی شامل کوروش زعیم و عیسی حاتمی به رهبری دکتر باوند برخلاف مصوبه شورای مرکزی در انتخابات دوره دهم مجلس مجلس شورای ثبت نام کردند که با واکنش شورای مرکزی و تکذیب شرکت جبهه ملی در انتخابات مواجه شد. این امر یکی از مواردی بود که به جدایی و انشعاب گروهی از اعضای جبهه ملی و ایجاد گروهی بنام به جبهه ملی- سامان ششم به رهبری هرمیداس باوند انجامید.
در سال ۱۳۹۶ و در جریان دوره دوم ریاست جمهوری حسن روحانی بیانیه ای مشترک از سوی حسین شاه حسینی، رشیدی، مهندس امیرانتظام و بنام هرمیداس باوند مبنی بر حمایت از حسن روحانی توسط داوودهرمیداس باوند نشر یافت که با تکذیب عباس امیرانتظام و علی رشیدی رو برو شد.
در آبان سال ۱۳۹۷ هرمیداس باوند، به همراه کوروش زعیم، عیسی حاتمی، علی رشیدی، جمال درودی از اعضای شورای مرکزی از جبهه ملی ایران جدا شده و گروه جبهه ملی ایران (سامان ششم) را تأسیس کردند. در این گروه باوند به سمت ریاست هیئت رهبری و سخنگوی مجموعه انتخاب شد.

## فعالیت‌های دیپلماتیک
او از سال ۱۳۵۴ به استخدام وزارت خارجه ایران درآمد و از سال ۱۹۶۸ تا ۱۹۸۲ در سازمان ملل فعالیت کرده ریاست کمیته حقوق مجمع عمومی سازمان ملل و ریاست کنوانسیون بین‌المللی ناظر مبارزه با گروگانگیری را بر عهده داشت.
کنوانسیون سوم حقوق دریاها با موضوع «دریاهای بسته و نیمه بسته» از سوی هرمیداس باوند در کمیسیون حقوقی مجمع عمومی سال ۱۹۷۶ مطرح شد و به تصویب رسید.

## آثار
- «مبانی حاکمیت تاریخی، حقوقی و سیاسی بر جزایر سه‌گانه تنب بزرگ، تنب کوچک و ابوموسی»
- «دریاهای بسته و نیمه‌بسته»
- «سیاست‌های کلان و جزایر خرد»
- «مسئله نوروز، نقض تعهدات بین‌المللی و مسئولیت‌های ناشی از آن»
- «تغییرات ناظر به مفهوم مسئولیت بین‌المللی دولتها»